# Калиновий гай (фільм)
«Калиновий гай» (рос. «Калиновая роща») — радянський кольоровий художній фільм-вистава 1953 року, знятий режисером Тимофієм Левчуком на Київській кіностудії.

## Сюжет
Фільм-вистава за однойменною п'єсою Олександра Корнійчука. Пропрацювавши двадцять років в селі Калиновий Гай, колись енергійний голова колгоспу Іван Романюк став бюрократом. У боротьбу з ним вступають головуючий сільради Наталія Ковшик і колишній моряк-чорноморець Карп Вєтровой. Незабаром в село приїжджає письменник Батура, що збирає матеріали для свого майбутнього роману про відновлення зруйнованої війною країни. Розв'язка задуманого ним роману підштовхує події: колгоспники знімають Романюка з посади…

## У ролях
- Юрій Шумський — Іван Петрович Романюк
- Нонна Мордюкова — Надія Романюк, вчителька
- Наталія Ужвій — Наталія Микитівна Ковшик, «Заслужена мати»
- Ольга Кусенко — Василиса Дмитрівна Ковшик, ланкова
- Михайло Кузнецов — Карп Корнійович Вєтровой, бригадир рибалок, колишній матрос
- Віктор Добровольський — Сергій Павлович Батура, письменник
- Євген Пономаренко — Микола Олександрович Верба, художник
- Поліна Нятко — Ага (Гафійка) Олександрівна Щука, сестра художника
- Дмитро Мілютенко — Архип Герасимович Вакуленко, заступник голови колгоспу
- Юрій Тимошенко — Мартин Гаврилович Кандиба, секретар сільради, колгоспний «бюрократ-письменник»
- Микола Яковченко — дід Гервасій (Крим), колгоспний рибалка, колишній торговий моряк
- Нонна Копержинська — Катя Крилата
- Ганна Сумська — епізод
- Надія Самсонова — Ада Щука

## Знімальна група
- Режисер-постановник: Тимофій Левчук
- Сценарист: Олександр Корнійчук
- Оператори-постановники: Данило Демуцький, Наум Слуцький, Віталій Філіппов
- Художники-постановники: Олег Степаненко, Йосип Юцевич
- Художник по костюмах: Катерина Гаккебуш
- Композитор: Анатолій Свєчніков
- Текст пісень: Олекса Новицький
- Звукооператор: Григорій Григор'єв
- Директор картини: Михайло Ротлейдер